# قصر صاحب الطابع

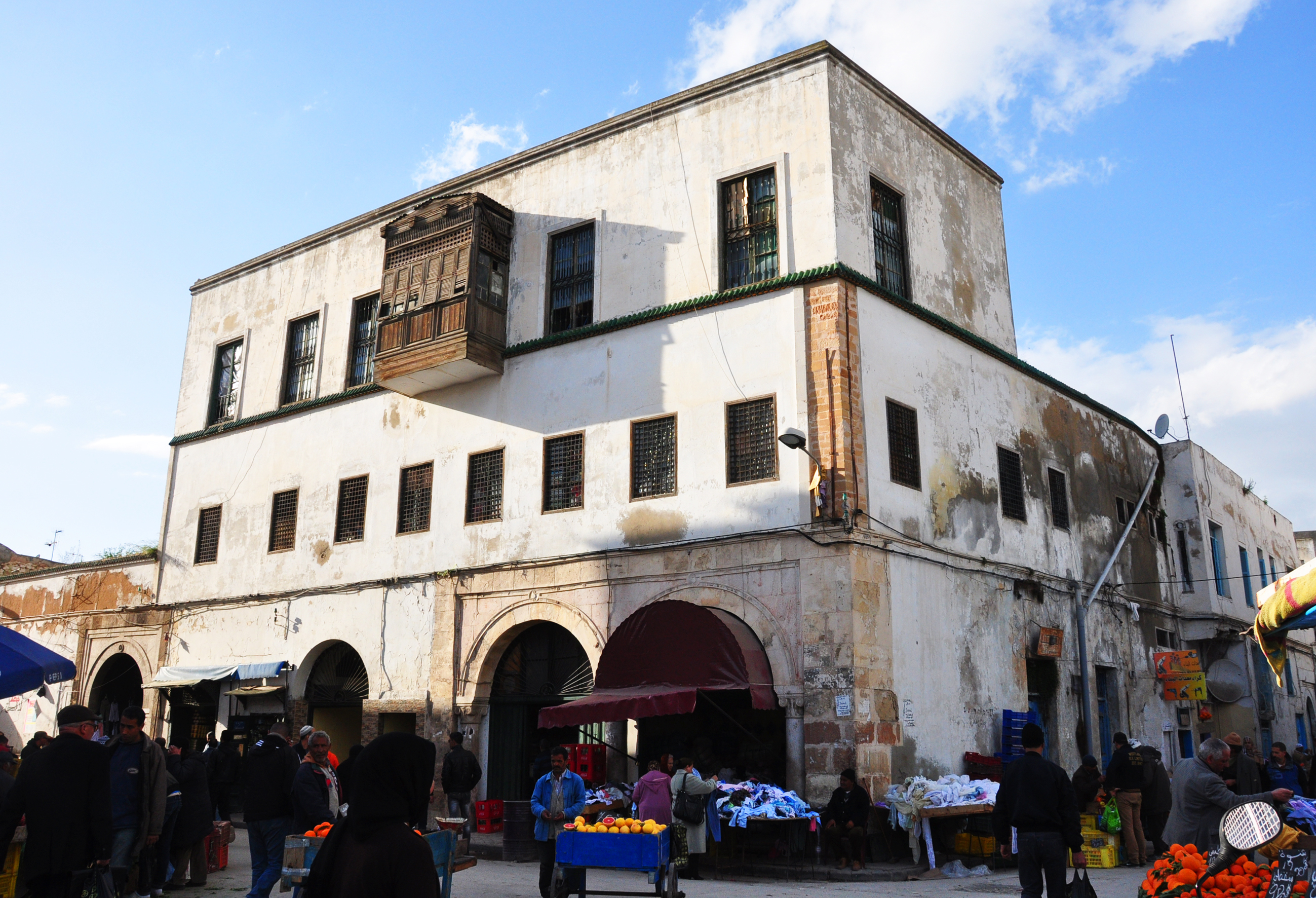
قصر صاحب الطابع

قصر صاحب الطابع هو قصر في مدينة تونس متموقع في الجنوب الغربي في ساحة الحلفاوين.

تم بناء القصر بناء على مبادرة من وزير العدل يوسف بالخوجة (صاحب الطابع)، في وقت مبكر من القرن التاسع عشر، وقد تمّ إعادة تطوير منطقة الحلفاوين التي تقع في الضاحية الشمالية لباب سويقة لاستيعاب المجمع المعماري.

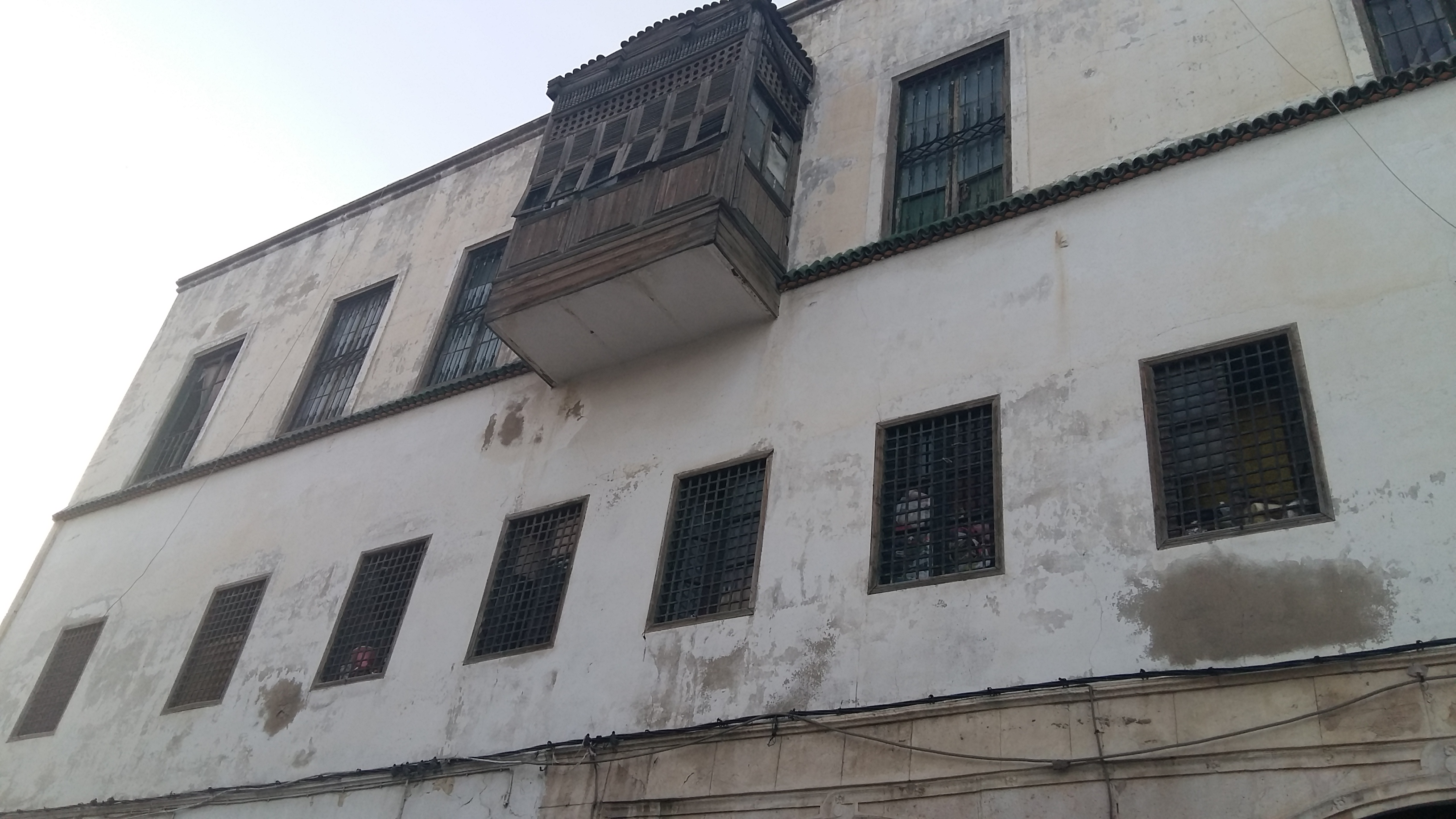
واجهة القصر
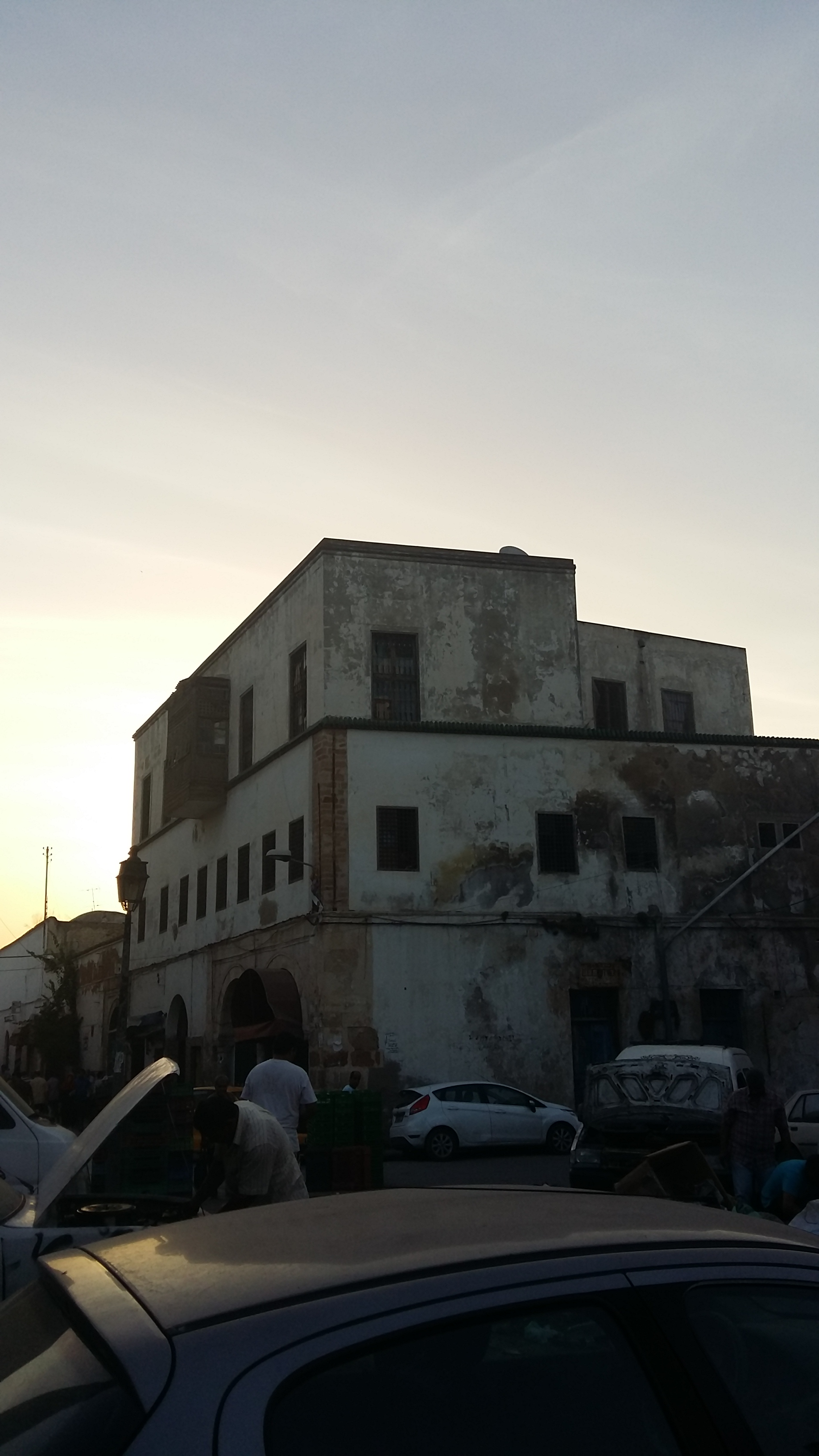
قصر الوزير يوسف صاحب الطابع
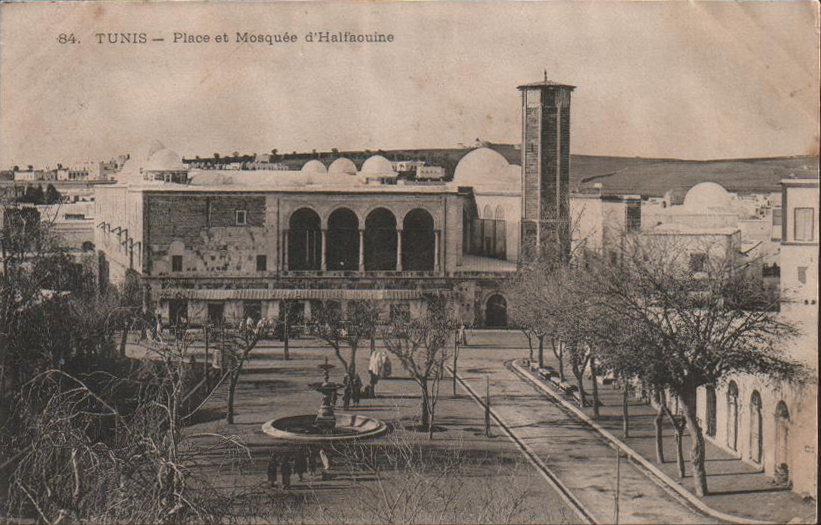
ساحة الحلفاوين
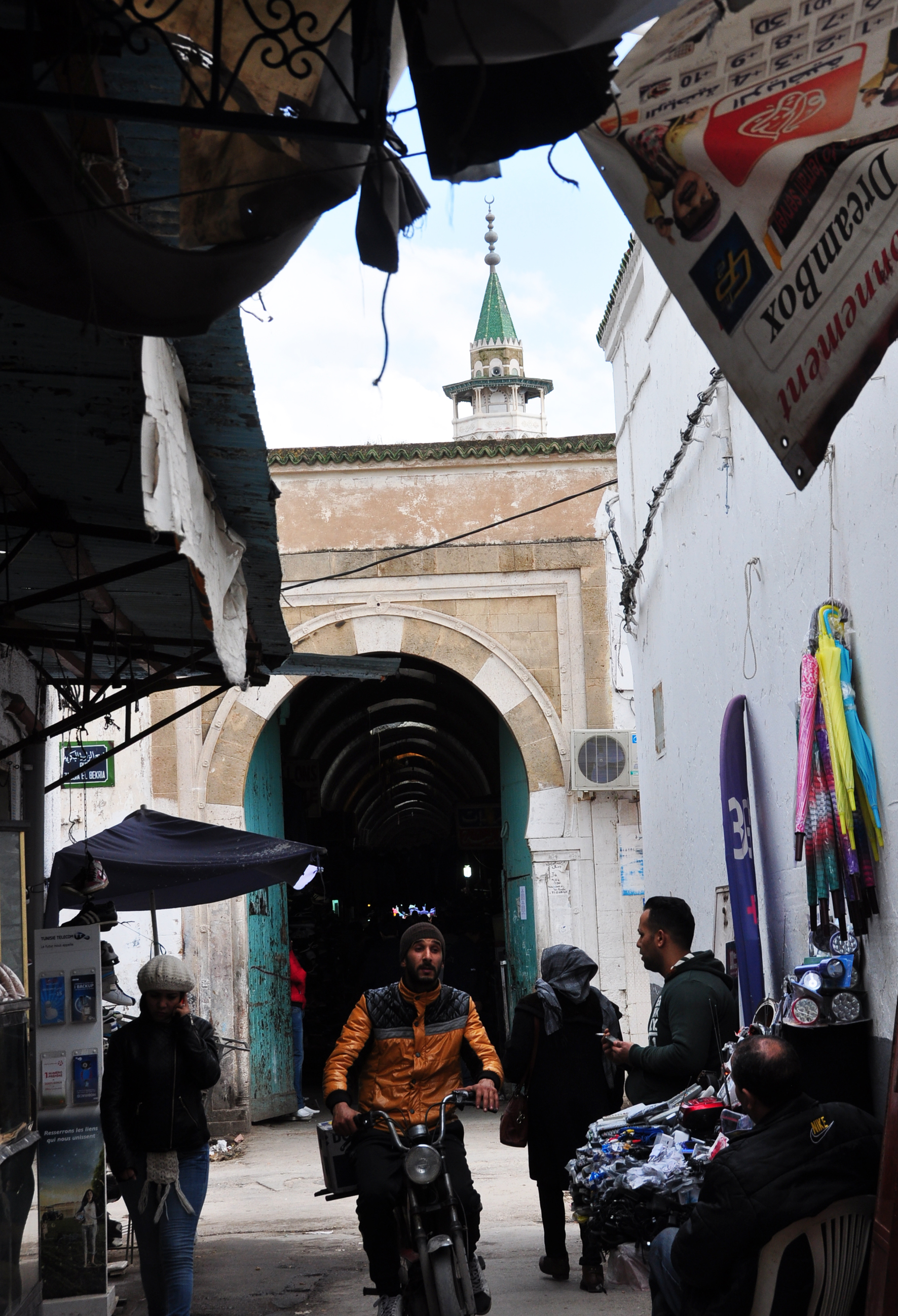
سوق الجديد